# Jhorhat
Jhorhat là một thị trấn thống kê (census town) của quận Haora thuộc bang Tây Bengal, Ấn Độ.

## Nhân khẩu
Theo điều tra dân số năm 2001 của Ấn Độ, Jhorhat có dân số 16.123 người. Phái nam chiếm 54% tổng số dân và phái nữ chiếm 46%. Jhorhat có tỷ lệ 76% biết đọc biết viết, cao hơn tỷ lệ trung bình toàn quốc là 59,5%: tỷ lệ cho phái nam là 81%, và tỷ lệ cho phái nữ là 69%. Tại Jhorhat, 8% dân số nhỏ hơn 6 tuổi.